# Mốc phát triển của trẻ em
Từ khi sinh ra cho đến 6 tuổi, trẻ em sẽ thay đổi theo một số mốc phát triển.
Không phải em nào cũng phải theo y khuông các mốc này.
Nhưng nếu cha mẹ cảm thấy con mình bị tụt lại khá xa, nên hỏi bác sĩ.
| 0 - 4 tuần | 4 - 8 tuần | 8 - 12 tuần |
| --- | --- | --- |
| - nhìn mặt của người quen - phát âm nhỏ - giật mình khi nghe tiếng động - chân tay cử động khác nhau - ngưng khóc khi được bế                                                                  | - biết cười xã giao - phát âm bập bẹ - thay đổi sắc mặt khi nghe tiếng động - đầu thỉnh thoảng ngửng lên thẳng - khi mẹ cho bú biết sửa mình để bú dễ hơn                                   | - nhận ra mẹ - phát âm nguyên âm - nhìn theo đồ chơi (lúc lắc) trên tay - trở mình sang bên gần được - biết và chờ được bế lên                                                                                     |
| 12 - 16 tuần | 16 - 20 tuần | 20 - 24 tuần |
| - cười mỉm khi thấy mình trong gương - phát âm cười, "cu cu" - anticipatory excitement - có thể tự cầm đồ chơi (lúc lắc) - nhìn và theo dõi bàn tay của mình                                   | - biết cái gì mới lạ - cười to, biết thích thú - đưa đồ chơi (lúc lắc) vào mồm - hai tay chắp nhau vào giữa - thấy và biết chờ đợi thức ăn                                                  | - tỏ sự không vui khi đồ chơi bị lấy đi - tự biết phát âm xã giao - nhìn theo vật rơi xuống (thí dụ khi em vất thìa từ bàn xuống đất) - đầu ngẩn thẳng và vững - biết mày mò hay vỗ tay vào bính sữa hay vú mẹ     |
| 24 - 28 tuần | 28 - 32 tuần | 32 - 36 tuần |
| - biết chơi trò đơn giản với người khác - nghe ngóng được tiếng nhạc - đập đồ trên mặt bàn - lật úp một mình trên giường - uống từ ly (cần cha mẹ giúp)                                        | - biết hãi người lạ - phát âm được một chuỗi nhiều âm - biết lắc đồ chơi (lúc lắc) - biết chuyển một vật từ tay này sang tay kia - tự cầm đồ vật trên tay                                   | - biết nhái tiếng của người lớn - phát âm 1 vần (đa, ba, ka) - chơi với hai đồ chơi một lúc - khi bắt ngồi sẽ lắc lư - tự đút bánh vào mồm                                                                         |
| 36 - 40 tuần | 40 - 44 tuần | 44 - 48 tuần |
| - biết vẫy tay - phát âm "ba" hay "ma" (vô nghĩa) - biết tìm đồ chơi bị giấu dưới chăn - ngồi vững một mình - biết giơ tay khi sắp được bế                                                     | - biết ngưng lại khi bị cha mẹ bảo ngưng - nói "ba" hay "má" (đúng nghĩa) - biết sắp xếp đồ chơi - dùng ngón tay trỏ để giữ yên đồ vật - biết chơi chung và hòa đồng với người khác         | - biết chơi với mình trong gương - nói được 1 chữ khác ngoài "ba" và "má" - biết chọn đồ chơi theo ý muốn của mình - ngồi thẳng và lăn trái banh ra trước - đưa đồ chơi cho người khác nhưng không biết thả tay ra |
| 48 - 52 tuần | 1.25 tuổi | 1.5 tuổi |
| - đòi chơi đùa với người lớn - nói được 2-3 chữ ngoài "ba" và "má" - bắt chước người lớn dùng viết vẽ (thành những chấm) - chập chững 1-2 bước - đưa đồ chơi cho người khác và biết thả tay ra | - tỏ ý muốn làm cha mẹ vui lòng - kết hợp điệu bộ và ngôn ngữ - biết xây cột (hai khối chồng lên nhau) - chạy, ít té - biết chỉ vào các bộ phận trên mình khi hỏi                           | - chơi với búp bê, cho búp bê ăn v.v... - nói ra thành câu cực ngắn - bắt chước người lớn dùng viết vẽ (thành vệt dài) - thích vặn nút - hiểu thế nào là "nóng"                                                    |
| 1.75 tuổi | 2 tuổi | 2.5 tuổi |
| - biết chia sẻ và chơi đồ chơi chung với trẻ em khác - nói được 50-60 chữ - biết dùng "dụng cụ" để khèo vật ở xa tới gần mình - đá banh - dùng thìa muỗng                                      | - chơi trò chơi tưởng tượng - nói rõ nghĩa của câu, không phát âm tiếng vô nghĩa nữa - biết tổng quát hóa - lật từng trang sách, leo lên xuống lầu thang - giúp cha me mặc quần áo cho mình | - nhận ra mình trong gương - biết nói tên và họ của mình - nhận định các hình giống nhau - cầm viết bằng ngón tay - biết khi nào cần đi tiêu tiểu trong ban ngày                                                   |
| 3 tuổi | 3.5 tuổi | 4 tuổi |
| - tự biết nói mình vui hay buồn - biết hát đồng giao, bài hát trẻ em - vẽ được vòng tròn - đạp xe 3 bánh - giúp dọn dẹp, cất đồ chơi                                                           | - chơi hòa đồng vớ trẻ khác, tuân theo lệ của trò chơi - dùng chữ khá chính xác - vẽ hình vuông, biết so sánh to nhỏ - dùng các khối gỗ xây được mơ hình cao - làm một vài việc trong nhà   | - hiểu và đóng vai của mình trong trò chơi đóng kịch - tham gia đối thoại - vẽ hình nhân với 2 phần (đầu và mình), đếm được 3 vật - biết nhảy - biết xin lỗi                                                       |
| 4.5 tuổi | 5 tuổi | 6 tuổi |
| - đóng kịch giỏi hơn - dùng được các câu nói phức tạp - biết món gì bị mất, đếm được 4 vật - biết tung trái banh - gọi thức ăn trong nhà hàng                                                  | - hiểu luật của các trò chơi - định nghĩa chữ, biết tên các đồng tiền - biết tên ngày trong tuần, đếm được 10 vật - thảy bóng, chạy nhảy giỏi - thay quần áo một mình                       | - có "bạn thân" - đọc sách trẻ em - vẽ hình nhân với đầu, cổ và tay - đạp xe hai bánh - tự nghĩ ra việc làm trong nhà cho mình                                                                                     |

Nguồn: Developmental Milestones Author: RxPG Team